# Бюлавілл (Північна Кароліна)
Бюлавілл (англ. Beulaville) — місто (англ. town) в США, в окрузі Даплін штату Північна Кароліна. Населення — 1116 осіб (2020).

## Географія
Бюлавілл розташований за координатами 34°55′22″ пн. ш. 77°46′17″ зх. д. / 34.92278° пн. ш. 77.77139° зх. д. (34.922802, -77.771310).  За даними Бюро перепису населення США в 2010 році місто мало площу 3,93 км², з яких 3,93 км² — суходіл та 0,00 км² — водойми.

## Демографія
Згідно з переписом 2010 року, у місті мешкало 1296 осіб у 605 домогосподарствах у складі 327 родин. Густота населення становила 329 осіб/км².  Було 663 помешкання (169/км²).
Расовий склад населення:
| - 69,7 % — білих - 23,3 % — чорних або афроамериканців - 0,5 % — азіатів - 0,2 % — корінних американців - 0,1 % — вихідців з тихоокеанських островів - 4,9 % — осіб інших рас |

До двох чи більше рас належало 1,3 %. Частка іспаномовних становила 6,5 % від усіх жителів.
За віковим діапазоном населення розподілялося таким чином: 20,9 % — особи молодші 18 років, 54,7 % — особи у віці 18—64 років, 24,4 % — особи у віці 65 років та старші. Медіана віку мешканця становила 45,2 року. На 100 осіб жіночої статі у місті припадало 73,7 чоловіків;  на 100 жінок у віці від 18 років та старших — 67,5 чоловіків також старших 18 років.
Середній дохід на одне домашнє господарство  становив 36 800 доларів США (медіана — 19 219), а середній дохід на одну сім'ю — 50 718 доларів (медіана — 37 813). Медіана доходів становила 35 125 доларів для чоловіків та 31 071 долар для жінок. За межею бідності перебувало 34,5 % осіб, у тому числі 53,1 % дітей у віці до 18 років та 30,6 % осіб у віці 65 років та старших.
Цивільне працевлаштоване населення становило 529 осіб. Основні галузі зайнятості: освіта, охорона здоров'я та соціальна допомога — 28,5 %, мистецтво, розваги та відпочинок — 14,4 %, науковці, спеціалісти, менеджери — 14,2 %.